# Fag el-Gamous
Fag el-Gamous est un ancien cimetière égyptien situé dans le gouvernorat du Fayoum et datant de la période de domination romaine en Égypte.

## Découverte
Le cimetière a été découvert par une équipe d'archéologues de l'université Brigham-Young en 1980. La responsabilité des fouilles leur a été confiée en 1981.
Les fouilles sont effectuées sous la pression du temps en raison de la menace d'incursion des fermiers locaux qui souhaitent étendre leurs champs sur le cimetière.
Les squelettes et les momies naturelles (c'est-à-dire qui ne sont pas le résultat d'une momification professionnelle comme celle utilisée lors de l'Égypte antique), semblent être des gens ordinaires ; « Les corps ont été bien préservés, de sorte que les organes et les restes sont pratiquement complets. La conservation est due à l'humidité et à l'atmosphère du lieu de sépulture ». En 2014, environ mille corps avaient été exhumés sur le site.
En 1988, les chercheurs ont noté que le cimetière contenait un nombre inattendu d'individus blonds parmi les corps naturellement momifiés, ainsi que des caries dentaires parmi les personnes enterrées ; « Parmi ceux dont les cheveux ont été préservés, 54 % étaient blonds ou roux, et le pourcentage passe à 87 % si l'on ajoute les cheveux brun clair ». En 2014, il a été révélé que les sépultures semblaient être regroupées en fonction de la couleur des cheveux, les personnes rousses se trouvant dans une zone, les blondes dans une autre.
En 2014, l'équipe de l'université Brigham-Young a affirmé que le cimetière contenait plus d'un million de momies,.
Dans un courriel adressé à Newsweek, Kerry Muhlestein a expliqué :

« Dans un carré de cinq mètres sur cinq de diamètre et généralement d'un peu plus de deux mètres de profondeur, nous trouvons généralement une quarantaine de sépultures. Le cimetière est très grand et, jusqu'à présent, il semble conserver cette densité de sépultures tout au long de sa durée de vie. Les calculs suggèrent donc qu'il y a plus d'un million de momies dans le cimetière, bien que nous ne puissions en être certains sans une exploration plus poussée et un processus d'examen académique approfondi. »

Les corps ont été retrouvés enterrés dans des puits profonds creusés dans la roche calcaire.
L'affirmation du « million de momies » a été rapidement rejetée par les autorités égyptiennes, car les données communiquées à la presse par l'équipe de l'université Brigham-Young n'étaient qu'une estimation et, en outre, il s'agissait de sépultures, pas nécessairement de momies : en effet, l'équipe a découvert de nombreux squelettes mal conservés, allant d'une personne mesurant 2,13 m aux restes d'une fillette de dix-huit mois, mais la seule véritable momie jamais trouvée à Fag el-Gamous a été mise au jour en 1988,.
Après avoir trouvé un accord avec les autorités égyptiennes, l'équipe a obtenu une nouvelle autorisation de fouilles à la mi-janvier 2015.